# Прикладна освіта
Прикладна освіта (Applied Scholastics) — це некомерційна організація, заснована в 1972 році для сприяння використанню методів навчання, створених Л. Роном Хаббардом. Хаббард назвав свої методи навчання та освіти «Технологією навчання».
Проголошена місія Прикладної освіти: «просувати та розвивати програми ефективної освіти для викладачів, бізнес-тренерів, репетиторів, батьків, дітей та людей у всіх сферах життя, які потребують вдосконалення навчальних навичок для покращення своєї навчальної, ділової та особистої діяльності». Технологія навчання навчає людей вчитися і, таким чином, опановувати будь-який предмет із повним розумінням і застосуванням, що дозволяє їм повністю реалізувати свій потенціал.
Прикладна освіта проводить такі проекти як «Голлівудський проект освіти та грамотності», Всесвітній хрестовий похід грамотності, «Живу освіту» та «Програму грамотності, освіти та здібностей».

## Обслуговування різних сфер діяльності
Прикладна освіта надає доступ до освітніх технологій Л. Рона Хаббарда в глобальному масштабі, функціонуючи через понад 760 афілійованих організацій на користь близько 100 000 викладачів і 28 мільйонів студентів. Організація обслуговує будь-яку можливу освітню сферу — державні та приватні школи K–12, державні та місцеві урядові освітні установи, професійну підготовку, репетиторські центри — приблизно в 70 країнах світу.
Від міст Америки та Європи до містечок і сіл Африки Прикладна освіта пропонує навчання та матеріали щодо системи навчання, яка була випробувана та підтверджена успішною в усіх навчальних закладах для учнів різного віку та культури.

## Відродження якісної освіти

Лафаєт Рональд Хаббард в 1950

Це чітка система, що спирається на Технологію навчання, була заснована завдяки десятиріччям індивідуального досвіду та освітнього дослідження Л. Рона Хаббарда. Він писав організації Прикладної освіти на стадіях її становлення: «Це життєво необхідно, щоб якість освіти була відроджена та покращена. Оскільки людина є настільки здібною, наскільки вона здатна вчитися, їй необхідно терміново отримати ефективну технологію навчання».
Технологію навчання можна легко включити в будь-яку освітню діяльність — від навчання в класі та розробки навчального плану до навчання працівників або домашнього навчання. Це забезпечує стабільну основу для посилення всіх освітніх зусиль.
Застосування Технології навчання буквально врятувало мільйони життів. І його широке використання дозволить створити світ, вільний від неписьменності, де люди можуть навчитися чому завгодно та бути ким завгодно.

## Технологія навчання
Технологія навчання (Study Tech) — це методика навчання, розроблена Л. Роном Хаббардом, яка описує три «перешкоди в навчанні». Першою перешкодою є відсутність маси, що стосується відсутності фізичного об'єкта або зображення, що слугує бар'єром для повного розуміння предмету або поняття. «Маса» описується як міра реальності, яку приписують предмету або поняттю, щоб студенти мали у своїй свідомості картину того, що вони вивчають. Друга перешкода — це різкий «градієнт» в навчанні, що означає, що необхідний попередній крок було пропущено для оволодіння навичкою. Наголошується на тому, щоб учнів навчали за «градієнтом», щоб ключові елементарні поняття предмета стояли перед більш складними поняттями. Третя перешкода — «незрозуміле слово», яке блокує розуміння тексту вцілому і має бути прояснене в словнику. Учням доносять ідею, що «неправильно зрозумілі слова» є основною причиною плутанини та непорозумінь. Їх вчать активно користуватися словниками.
Прикладна освіта ліцензує Технологію навчання низці шкіл по всьому світу. Натомість ці школи сплачують Прикладній освіті 4 % свого валового доходу. В Україні за ліцензованою програмою Прикладної освіти викладає київська школа англійської мови English Prime.

## Лафаєт Рональд Хаббард
Життя американського письменника та педагога Л. Рона Хаббарда відображає його глибоку й непохитну відданість освіті.
Протягом усього життя він прагнув допомогти іншим навчатися. Він постійно шукав чинники, які робили навчання складним завданням, і намагався знайти рішення для цих перешкод. Зрештою це призвело до його систематичних досліджень проблем вивчення та навчання та до розробки абсолютно революційних методів під назвою «Технологія навчання».
Будучи сином військово-морського офіцера Сполучених Штатів, Л. Рон Хаббард отримав освіту незвично рано. Протягом юності його навчала в першу чергу мати, яка сама була вчителькою, яка забезпечила йому знання основних предметів.
У молодості пан Хаббард багато подорожував не лише Сполученими Штатами, але й Далеким Сходом і південною частиною Тихого океану. У перші роки свого життя він дуже цікавився процесом освіти, навіть будучи юнаком, навчаючи дітей чаморро на Гуамі.
До 19 років, у дні, коли не існувало трансконтинентальних рейсів, він легко подолав чверть мільйона миль, досліджуючи життя Маньчжурії та інших частин Китаю, Гонконгу, Філіппін, Індонезії та Індії.
Під час навчання в Університеті Джорджа Вашингтона та вступу на ранні курси ядерної фізики пан Хаббард організував і очолював дві експедиції до Карибського моря. Завдяки його досвіду та кваліфікації він був обраний членом престижного клубу дослідників.
Крім того, під час навчання в університеті він почав свою професійну літературну кар'єру, пишучи для Washington Herald і сценарії для місцевих радіостанцій.
Як президент нью-йоркського відділення Американської гільдії художньої літератури, він писав статті, в яких давав інструкції письменникам-початківцям про те, як увірватися в літературну сферу та як писати.
У роки після закінчення університету Л. Рон Хаббард став одним із найвидатніших літературних діячів свого часу, написавши популярні романи та повісті приблизно в тридцяти п'яти публікаціях.
З початком Другої світової війни містер Хаббард отримав посаду офіцера Військово-морських сил Сполучених Штатів, і, виходячи з його численних подорожей і досвіду, його обов'язки включали навчання військово-морських екіпажів разом із командуванням кораблями як у Тихому, так і в Атлантичному океані.
Після війни дослідження містера Хаббарда привели його до відкриттів розуму, які він детально описав у книзі «Діанетика: сучасна наука про розум», яка сьогодні залишається однією з бестселерів публіцистичних книг усіх часів.
Він твердо вірив, що справжня освіта полягає не в запам'ятовуванні та вивченні абстрактної теорії, а в навчанні того, як здобувати та використовувати знання для досягнення своїх цілей. Цей погляд на освіту лежав у центрі багатьох його пізніших лекцій і есе, як у цьому уривку з лекцій 1950 року:
«Мета і ціль будь-якого суспільства, оскільки воно звертається до проблеми освіти, полягає в тому, щоб підняти здібності, ініціативу та культурний рівень, а разом з усім цим, рівень виживання цього суспільства. І коли суспільство забуває будь-яку з цих речей, воно руйнує себе своїми власними освітніми засобами».
Інтерес Л. Рона Хаббарда до освіти поширився, серед іншого, на статті про аксіоми освіти та про навчання, де він заявив: «Наголошуйте на праві людини вибирати лише те, що вона бажає знати, використовувати будь-які знання, як вона хоче, що він сам володіє тим, чого навчився».
Викладаючи та читаючи лекції тисячам своїх студентів у 1950-х і на початку 1960-х років, він виявив серед них ті самі освітні проблеми, що вражали решту світу: зниження рівня грамотності, нездатність студентів сприймати та застосовувати вивчений матеріал, а також зниження рівня запам'ятовування знань.
Він збирався дослідити основні перешкоди для навчання та розробити засоби для усунення цих перешкод як ключ до розблокування освіти для студентів із усіх верств суспільства.
Пан Хаббард виявив, що відсутність ефективної технології навчання заважає зрозуміти матеріал, який вивчається. Також ставало очевидним, що недоліки сучасної освітньої практики призводять до збільшення рівня функціональної неписьменності та породжують зростаючі соціальні проблеми. Маючи інтерес до розгляду обох ситуацій, він розпочав програму особистих досліджень предметів навчання, вивчення та освіти. Результатом цих дослідницьких зусиль у поєднанні з його попередніми відкриттями є Технологія навчання.
Навчальна технологія була прийнята та поширена викладачами та студентами в усьому світі, започаткувавши новий рух в освіті — такий, який озброює будь-якого студента інструментами, щоб вивчати все, що він або вона може вибрати, і таким чином досягати тих освітніх і особистих цілей, які досі були недосяжними.
Відкриття та розробки Л. Рона Хаббарда в галузі освіти й навчання зробили якісну освіту доступною для будь-якої людини, яка цього бажає. Місія Прикладної освіти полягає в тому, щоб зробити цю технологію навчання доступною в усьому світі.